# Perfuchs
Perfuchs ist ein Stadtteil der Stadt Landeck in Tirol. Der Ort liegt südwestlich des Stadtzentrums. Zu Perfuchs gehört die Siedlung Perfuchsberg. Diese gehört allerdings zur Pfarre Bruggen, während das restliche Perfuchs Teil der Pfarre Landeck-Maria Himmelfahrt in Angedair ist. Der Zählsprengel Perfuchs-Perfuchsberg hat 892 Einwohner (Stand 2001).
In Perfuchs dominiert heute die Nutzung als Wohngebiet (große Wohnanlagen fehlen weitgehend, es dominieren Einfamilienhäuser), allerdings befindet sich dort auch der Sitz zahlreicher Ämter und Behörden: Bezirksgericht (bereits seit 1840 in der Gerburg in Perfuchs), Finanzamt, Gesundheitsamt, Arbeitsmarktservice, Rathaus sowie die Bezirkshauptmannschaft (seit 1868 bestehend). Außerdem befindet sich hier das Kinderzentrum Landeck. Die Haltestelle Landeck-Perfuchs an der Arlbergbahn wurde in den 1990er Jahren aufgelassen.

## Geschichte
In einem der ältesten Quellenbelege ist noch von „Profusse“ die Rede. Damit ist dieser Ortsname eindeutig vom lateinischen „profusio“ abgeleitet, also einem „Überschwemmungsgebiet“. Vom ursprünglich auf den Zusammenflussbereich von Sanna und Inn bezogenen Gebiet wurde die Bezeichnung schließlich auf den gesamten heutigen Ortsteil von Landeck übertragen.
- Zur ältesten keltischen Ortsnamenschicht gehört die Bezeichnung „Thial“ für den Perfuchser Hausberg: Dem Ort, wo eine Alphütte steht. Ursprünglich war damit nicht der Bergkopf gemeint, sondern das Gebiet unterhalb desselben.[2]
- Romanisch sind die Ortsbezeichnungen für Kristille (kleine Anhöhe), Katlaun (großer Hof), oder Gasill (kleines Haus).[3]
- Auf die Bajuwaren ist hingegen die Bezeichnung „Burschl“ zurückzuführen. Der Platz auf einer markanten Erhebung deutet darauf hin, dass es hier eine befestigte Anlage gab, die den Verkehr Richtung Stanzertal kontrollierte.[4]

Dort wurde aufgrund eines Gelöbnisses in der Pestzeit um 1650 die Pestkapelle zu den Hll. Sebastian, Rochus und Pirmin (Burschlkirche) errichtet, ein noch gotisch geprägter, 1656 geweihter Bau.
Zum ersten Mal wird im Jahr 1282 das Gericht Landeck genannt. Dieses setzte sich aus drei bereits bestehenden, voneinander unabhängigen Dinggemeinden Stanzertal, Zams und Fließ zusammen. Für jeden dieser Bezirke, Drittel genannt, gab es eine eigene Dingstätte, einen Treffpunkt für allgemeine Gerichts- oder Gemeindeversammlungen. Für die größte, Zwotel oder „Zweiteil“ genannte, Gemeinde befand sich diese in Perfuchs: Sie umfasste das gesamte Stanzertal bis zum Arlberg samt Kaisers, aber auch die Paznauner Orte Kappl samt Langesthei.
Perfuchs blieb bis Ende des 19. Jahrhunderts eine selbstständige Tiroler Gemeinde, die bäuerlich-handwerklich geprägt war. Zudem befanden sich in diesem Ortsteil, der seine wirtschaftliche Blütezeit zu Beginn der Neuzeit hatte, auf der Durchzugsstraße Richtung Arlberg zahlreiche Wirtshäuser. Die beiden Fraktionen Perjen und Bruggen waren Teil der Gemeinde Perfuchs, die somit den gesamten links des Inn befindlichen Teil der heutigen Stadtgemeinde Landeck umfasste.
Im Jahr 1900 kam es zur Vereinigung mit dem rechts des Inn befindlichen Nachbarort Angedair zur Gemeinde Landeck.